# Adama Ouedraogo
Adama Ouedraogo, född 3 april 1987, är en burkinsk simmare.
Ouedraogo tävlade för Burkina Faso vid olympiska sommarspelen 2012 i London, där han blev utslagen i försöksheatet på 50 meter frisim.
Vid olympiska sommarspelen 2020 i Tokyo slutade Ouedraogo på 54:e plats på 50 meter frisim och blev utslagen i försöksheatet.